# 拉古莫特·哈里斯
拉古莫特·哈里斯（英語：Lagumot Harris，1938年12月23日—1999年9月8日），男，瑙鲁政治人物，曾任瑙鲁总统。